# Socoisuka
Socoisuka, jedno od plemena Thamien ili Santa Clara Costanoan Indijanaca, koje spominje Taylor 1860. U vrijeme osnivanja misija u Kaliforniji, živjeli su između rudnika New Almaden i Alvisa, na području današnjeg okruga Santa Clara.
Nihovo selo bilo je So-co-is-u-ka na rijeci Guadalupe, na mjestu kojega je 1777. izgrađena španjolska misija Santa Clara de Thamien.